# Patrícia (Disney)
Patrícia Vanderpato (Webby Vanderquack em inglês) é uma personagem da Walt Disney Company criada para a série animada DuckTales de 1987, Patrícia é neta da Madame Patilda e amiga de Huguinho, Zezinho e Luisinho ela se parece visualmente com Lalá, Lelé e Lili (April, May e June em inglês), sobrinhas da Margarida nos quadrinhos da Disney. Ela é caracterizada como mais jovem que os sobrinhos, apesar de ter o mesmo tamanho. Ela é uma menina de coração terno que sempre é vista carregando sua boneca "Quacky-Patch". Seu amor por animais é um tema recorrente, sejam os pinguins, coalas, dinossauros, ou mesmo o Yeti. Normalmente, Webby usa uma camisa rosa e um arco de cabelo grande, ela costuma ser bastante tímida e costuma ter dificuldade em ser aceita pelos meninos, embora ela também seja uma escoteira-mirim competente.
Na série de 2017, Patrícia tem mais ou menos a idade dos meninos, sendo uma nerd intelectual e uma gênia atlética, com sua personagem vestindo um colete de suéter rosa e azul, uma saia roxa e um arco de cabelo menor no lado direito. Ela é revelada como uma entusiasta fã de aventuras e historiadora do Clã Pato que idolatra Tio Patinhas como um dos maiores aventureiros de todos os tempos. Tendo passado a maior parte de sua vida protegida do mundo exterior por sua avó, a curiosidade de Patrícia a leva a novas experiências, já que a chegada dos meninos na Mansão Mc Pato finalmente faz com que Madame Patilda lhe dê mais liberdade. Enquanto os meninos a acham um pouco intimidante em seu primeiro encontro, eles logo a aceitam como uma amiga próxima e irmã substituta, já que seu otimismo e energia freqüentemente ajudam a encorajá-los. No final da série "The Last Adventure!", É revelado que Patrícia é na verdade um clone de Tio Patinhas criado por F.O.W.L. chamada de "April" antes de ser resgatada e criada como  Patrícia Vanderpato ("Webbigail Vanderquack) por Madame Patilda. Ao saber disso, Tio Patinhas felizmente aceita Patrícia como sua filha.

## Ligações Externas
- «Patrícia» (em inglês). Inducks